# 小行星1136
小行星1136（1136 Mercedes）是一颗围绕太阳公转的小行星。1929年10月30日，朱賽普·科馬斯·索拉在巴塞罗那发现了此天体。
該小行星以發現者的姻親命名。
这颗小行星的绝对星等为148.587831382403等。